# Новоселицький район (Ставропольський край)
Новоселицький район (рос. Новоселицкий район) — адміністративна одиниця Ставропольського краю Російської Федерації.
Адміністративний центр — село Новоселицьке.

## Адміністративний поділ
До складу району входять 8 сільських поселень:
1. Долиновка
2. Журавське
3. Китаєвське
4. селище Новий Маяк
5. Новоселицьке
6. Падинське
7. Чорноліське
8. селище Щелкан
9. хутір Жуковський
10. селище Артезіанський